# Jungo Fujimoto
Jungo Fujimoto (Yamato, 24 de março de 1984) é um futebolista profissional japonês, meio campista.

## Títulos
Seleção Japonesa
- Copa da Ásia: 2011[1]

1. ↑  «J. Fujimoto´s honours». BeSoccer. Consultado em 9 de maio de 2025